# Frieder Schömezler
Frieder Schömezler (* 9. Februar 1952 in Tettnang) ist ein ehemaliger deutscher Fußballspieler und -trainer.

## Laufbahn
Schömezler spielte zunächst für den TSV Tettnang. Mit der Mannschaft spielte er 1975/76 in der Amateurliga Schwarzwald-Bodensee. Dabei wurden die Verantwortlichen der Stuttgarter Kickers auf den Mittelfeldspieler aufmerksam und verpflichteten ihn. In den folgenden drei Jahren spielte er 70 Mal in der 2. Bundesliga Süd, ein Torerfolg blieb ihm verwehrt. 
1992 wurde Schömezler nach dem Abstieg der Kickers aus der Bundesliga und dem Abgang Rainer Zobels zum 1. FC Kaiserslautern als neuer Trainer vorgestellt. Als der Verein sich jedoch im Tabellenkeller wiederfand, wurde er am 23. August 1992 mit nur einem Sieg und zwei Unentschieden aus zehn Spielen entlassen. 1996 bis 1998 war er als Trainerassistent wieder für den Verein tätig. Als Wolfgang Wolf am 18. Februar 1998 entlassen wurde, betreute er kurzzeitig die Mannschaft, ehe mit Paul Linz ein Nachfolger gefunden wurde.
Schömezler ist diplomierter Sportlehrer und arbeitet im rehamed Stuttgart. 1999 war er Konditionstrainer für die Schweizer Tennisspielerin Patty Schnyder. Im November 2009 engagierte ihn der Bundesligist 1. FSV Mainz 05 gemeinsam mit seinem Kollegen Harry Stock als Athletiktrainer. Im Juli 2011 kehrte er als Fitnesstrainer zu den Stuttgarter Kickers zurück.